# Jordan Thompson
Jordan Thompson (født 20. april 1994 i Sydney, Australien) er en professionel mandlig tennisspiller fra Australien.